# カフェ・デ・オジャ

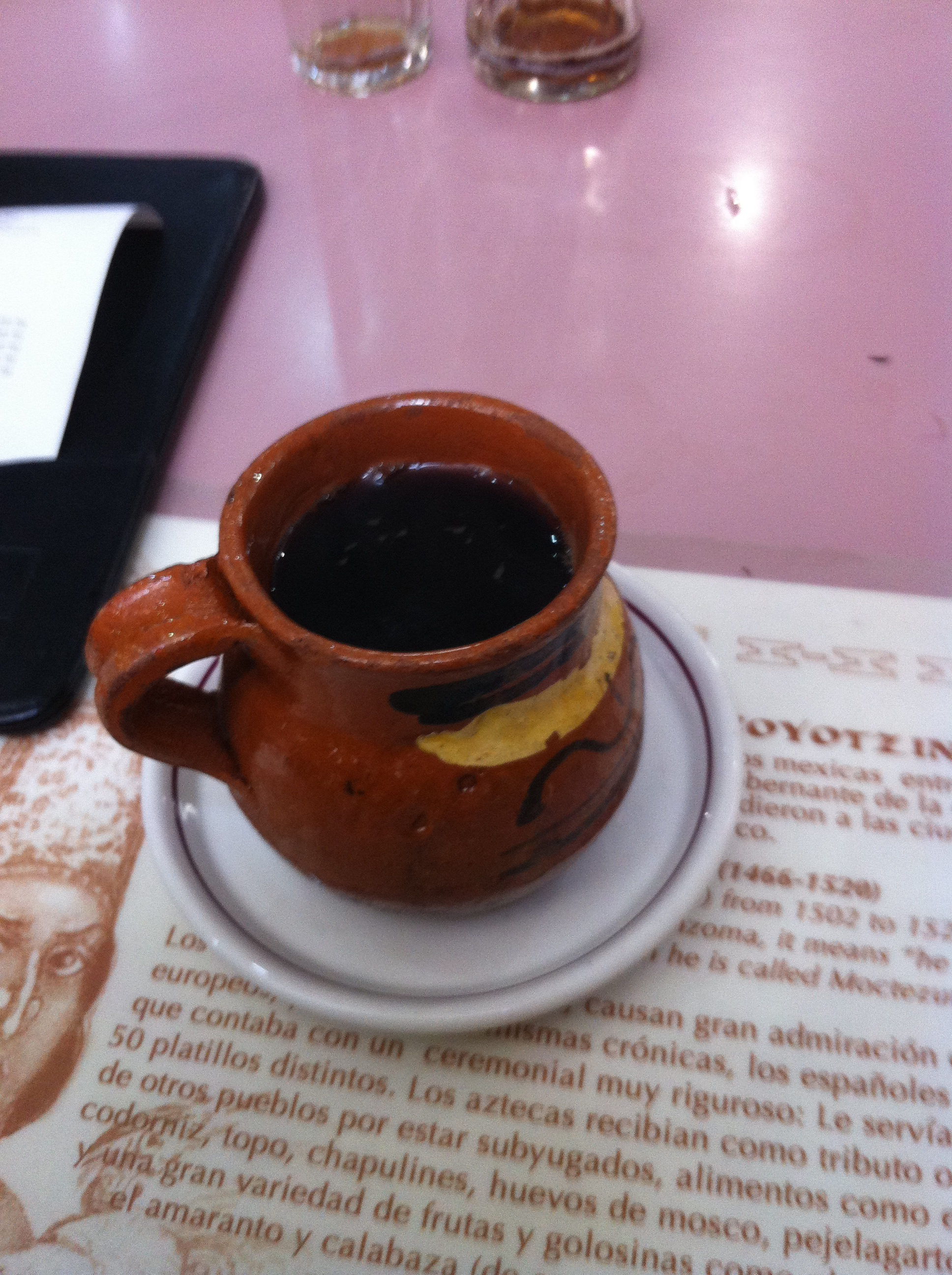
カフェ・デ・オジャ。メキシコのレストランにて。

カフェ・デ・オジャ（スペイン語: Café de olla、ポットコーヒーの意味）はメキシコの伝統的なコーヒーの飲み方。伝統的な陶器でコーヒー粉、シナモン、黒糖を煮出して作られる。特に寒い季節に好んで飲まれ、また地方部でよく飲まれている。伝統的な陶器で煮出すことによって独特の風味がコーヒーに付加される。
コーヒー粉やシナモン、陶器または鍋の種類のほか、砂糖の産地（メキシコ、アルゼンチン、ブラジル、コロンビア、キューバ、パナマ、エクアドル、メキシコ）によっても風味が変わるとされる。

## 脚註
1. ↑  “Mexican Cafe de Olla”. Gourmetsleuth. 2014年9月28日閲覧。
2. ↑  “El Universal -  - Café de olla” (2013年6月19日). 2014年9月28日閲覧。
3. ↑  “Receta Mexicana del Café de Olla”. 2014年9月28日閲覧。
4. ↑  CAFEDEOLLA